# Archidiecezja Kotonu
Archidiecezja Kotonu (łac.: Archidioecesis Cotonuensis) – rzymskokatolicka archidiecezja w Beninie, podlegająca pod metropolię Kotonu.
Siedziba arcybiskupa znajduje się przy Katedrze Matki Bożej Miłosierdzia w Kotonu.